# Стюарт, Амелия, виконтесса Каслри
Амелия Стюарт, маркиза Лондондерри (англ. Amelia Stewart, Marchioness of Londonderry; 20 февраля 1772 — 12 февраля 1829) — британская аристократка и светская львица, младшая дочь Джона Хобарта, 2-й графа Бакингемшир, супруга Роберта Стюарта Каслри, министра иностранных дел в 1812—1822 годах.

## Биография
Амелия Стюарт была младшей дочерью и старшей из четырёх детей Джона Хобарта, 2-й графа Бакингемшир от второй жены Кэролайн Конолли, дочери Уильяма Джеймса Конолли.
В 1794 году, в возрасте 22 лет, Амелия вышла замуж за Роберта Стюарта Каслри, члена парламента Ирландии, ставшего вскоре виконтом Каслри, после того как его отцу был присвоен титул маркиза Лондондерри. В 1798 году её муж стал главным секретарём Ирландии, в качестве которого боролся с Ирландским восстанием. Она пыталась спасти от казни, обвинённого в государственной измене пресвитерианского священника Уильяма Портера, но несмотря на это он был повешен.
В течение многих лет Амелия сопровождала мужа в ряде зарубежных поездок, поскольку он также был и дипломатом. В 1822 году психическое здоровье её мужа ухудшилось и он покончил с собой, нанеся себе перочинным ножом рану в горло. После смерти мужа, она уехала в деревню, где проживала в течение двух лет.
После возвращения к общественной жизни, Амелия подвергалась порицаниям со стороны друзей мужа, которые считали её поведение бесчувственным.
Скончалась 12 февраля 1829 года в возрасте 56 лет, после продолжительной болезни.

## Светская жизнь
Вместе с другими светскими дамами была одной из покровительниц эксклюзивного клуба Олмака, в котором собирались представители британской знати, устраивались званые ужины и балы для молодёжи.